# Димитър Николовски
Димитър Тодоров Николовски, известен като Таки Даскало, e югославски партизанин и деец на Комунистическата съпротива във Вардарска Македония.

## Биография
Роден е 17 ноември 1921 година в град Битоля. Завършва основно образование и 4 клас на гимназията в родния си град. По-късно преминава учителска школа в Скопие, където се сближава с левичарски дейци. В 1941 година е сред ортанизаторите на Илинденската демонстрация. В края на годината става член на Комунистическата партия на Югославия и става нелегален в Битоля, като по-късно е прехвърлен в Лавци. През април 1942 година участва във формирането на партизанския отряд „Пелистер“, на който е политически комисар с псевдонима Шумски. Загива на 3 май 1942 година при Ореховската кория между селата Орехово, Буково, Лавци и Брусник в битка с българската полиция.